# Áron Szilágyi
Áron Szilágyi (Boedapest, 14 januari 1990) is een Hongaars schermer, die uitkomt op het onderdeel sabel.
Op de Olympische Zomerspelen 2012 in Londen behaalde Szilágyi de gouden medaille door in de sabelfinale de Italiaan Diego Occhiuzzi met 15-8 te verslaan. Op de Olympische Zomerspelen 2016 in Rio de Janeiro prolongeerde Szilágyi zijn titel en ook op de Olympische Zomerspelen 2020 in Tokio deed hij dit kunstje over.
Naast zijn drie olympische titels heeft Szilágyi in 2007 met het Hongaarse landenteam de gouden medaille behaald op het wereldkampioenschap in Sint-Petersburg. Bij het wereldkampioenschap dat twee jaar later werd gehouden in Antalya, behaalde hij met het Hongaarse team de bronzen medaille. Individueel behaalde Szilágyi de bronzen medaille op het Europees kampioenschap 2011 in Sheffield.
1896: Ioannis Georgiadis ·
1900: Georges de la Falaise ·
1904: Manuel Díaz ·
1906: Ioannis Georgiadis ·
1908: Jenő Fuchs ·
1912: Jenő Fuchs ·
1920: Nedo Nadi ·
1924: Sándor Pósta ·
1928: Ödön Tersztyánszky ·
1932: György Piller ·
1936: Endre Kabos ·
1948: Aladár Gerevich ·
1952: Pál Kovács ·
1956: Rudolf Kárpáti ·
1960: Rudolf Kárpáti ·
1964: Tibor Pézsa ·
1968: Jerzy Pawłowski ·
1972: Viktor Sidjak ·
1976: Viktor Krovopoeskov ·
1980: Viktor Krovopoeskov ·
1984: Jean-François Lamour ·
1988: Jean-François Lamour ·
1992: Bence Szabó ·
1996: Stanislav Pozdnjakov ·
2000: Mihai Covaliu ·
2004: Aldo Montano ·
2008: Zhong Man ·
2012: Áron Szilágyi ·
2016: Áron Szilágyi ·
2020: Áron Szilágyi ·
2024: Oh Sang-uk
- Gemeinsame Normdatei: 1196789517
- International Standard Name Identifier: 0000 0004 2051 8093
- Library of Congress Control Number: n2013070775
- Virtual International Authority File: 305445637
- WorldCat: E39PBJtCCbxDwJjqHTRTFWdCwC